# Distretto di Renwu
Il distretto di Renwu (仁武區S, Rénwǔ QūP) è un distretto della municipalità di Kaohsiung, situata a Taiwan.